# Murray Lerner
Murray Lerner (8 de maio de 1927 – 2 de setembro de 2017) foi um diretor de cinema, documentarista e produtor estadunidense.

## Filmes
- 1956 Secrets of the Reef
- 1967 Festival

Documentário sobre o Newport Folk Festival, 1963-66.
- 1978 Sea Dream
- 1980 From Mao to Mozart: Isaac Stern in China

Vencedor do Oscar de melhor documentário. Fala sobre a entrada da cultura ocidental no extremo oriente.
- 1982 Magic Journeys

Criado para o Epcot Center, foi o primeiro filme em 3D a apresentar animação em 3D gerada em computador.
- 1995 Message to Love: The Isle of Wight Festival'

Documentário sobre a edição de 1970 do Isle of Wight Festival.
- 1996 Listening To You: The Who At The Isle Of Wight Festival
- 2002 Blue Wild Angel: Jimi Hendrix at the Isle of Wight
- 2004 Miles Electric: A Different Kind of Blue
- 2005 Nothing is Easy: Jethro Tull at the Isle of Wight
- 2006 The Birth Of A Band: Emerson,Lake & Palmer Isle of Wight 1970
- 2007 Amazing Journey: The Story of The Who
- 2007 The Other Side of the Mirror: Bob Dylan at the Newport Folk Festival

Cenas de Bob Dylan no Newport Folk Festival, 1963-65.